# Вабениці
Вабениці (пол. Wabienice) — село в Польщі, у гміні Берутув Олесницького повіту Нижньосілезького воєводства.
Населення — 444 особи (2011).
У 1975-1998 роках село належало до Вроцлавського воєводства.

## Демографія
Демографічна структура станом на 31 березня 2011 року:
|          | Загалом | Допрацездатний вік | Працездатний вік | Постпрацездатний вік |
| -------- | ------- | ------------------ | ---------------- | -------------------- |
| Чоловіки | 232     | 43                 | 171              | 18                   |
| Жінки    | 212     | 35                 | 123              | 54                   |
| Разом    | 444     | 78                 | 294              | 72                   |